# Instituto de Pesquisa e Memória Pretos Novos

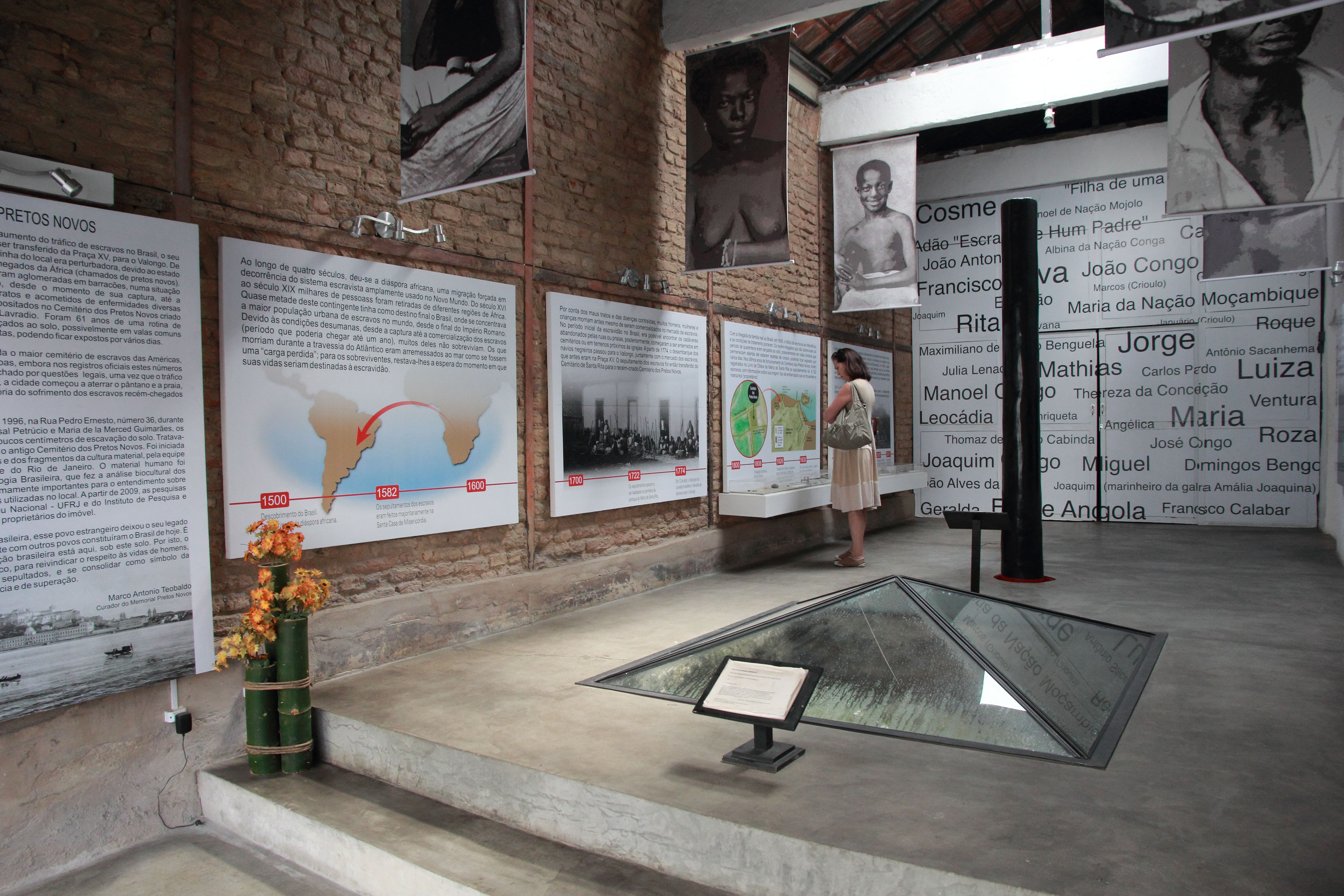
Memorial dos Pretos Novos, gerido pelo instituto.

O Instituto de Pesquisa e Memória Pretos Novos (IPN) é um instituto brasileiro sediado na cidade do Rio de Janeiro. Sua sede localiza-se em uma residência situada na Rua Pedro Ernesto. O IPN tem como objetivo estimular e promover a construção de memórias a fim de valorizar o patrimônio cultural referente à cultura africana e afro-brasileira e promover a reflexão sobre a escravidão e a igualdade racial no Brasil. É responsável pela gestão do Cemitério dos Pretos Novos e do Memorial dos Pretos Novos.
O instituto foi criado em 13 de maio de 2005, 9 anos após o achado arqueológico do Cemitério dos Pretos Novos, ocorrido no dia 8 de janeiro de 1996. Os proprietários da sede do instituto, o casal Guimarães, resolveram reformar o imóvel do qual são donos e, ao sondar o solo para as obras, encontraram fragmentos de ossos humanos misturados a vestígios de cerâmica, vidro e ferro, entre outros. A descoberta foi comunicada aos órgãos responsáveis, que enviaram ao local equipes de profissionais que confirmaram a existência de um sítio arqueológico de grande importância histórica.
A sede do IPN dispõe de uma biblioteca especializada na temática africana e afro-brasileira, bem como de uma galeria de arte contemporânea. São oferecidos diversos cursos e oficinas no instituto, voltados tanto para professores quanto para moradores da região e ao público em geral.
Atualmente, o Instituto de Pesquisa e Memória Pretos Novos corre o risco de encerrar as suas atividades por falta de verbas para custear despesas básicas de funcionamento. O aporte que garantia tais verbas, firmado em 2013, terminou em março de 2017 e não foi renovado.
O instituto recebeu esse nome por homenagear os Pretos Novos. Pretos Novos era o nome dado aos escravos recém-chegados ao Rio de Janeiro pelo Cais do Valongo e que eram negociados no mercado de vendas de escravizados.